# Parlamentswahl im Iran 2020

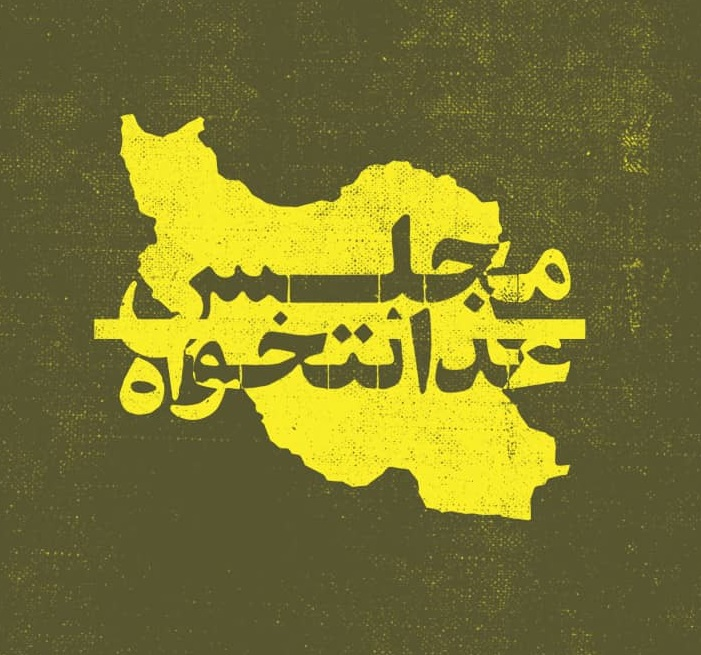
Logo der religiösen Konservativen, deren Wahlsieg erwartet wurde

Die Parlamentswahl im Iran 2020 fand am Freitag, den 21. Februar des Jahres, statt.
Von den 14.444 Bewerbern um die Parlamentssitze im Madschles (oder Madschläs) wurden reformorientierte und modern eingestellte Personen vom im iranischen Gottesstaat mächtigen Wächterrat größtenteils nicht zugelassen. Insgesamt wurden 7.296 (51 %) disqualifiziert, darunter 75 % der Abgeordneten der letzten Legislaturperiode, die erneut antraten. Politische Strömungen waren die religiösen Konservativen (die sich selbst oft als „Technokraten“ und „Ingenieure“ bezeichnen), darunter der frühere Teheraner Bürgermeister Mohammad Bagher Ghalibaf und die Ultrakonservativen und schiitischen Extremisten, die jedes Einlenken im Streit um die atomare Bewaffnung des Iran ablehnten.
Die offiziell angegebene Wahlbeteiligung im ersten Wahlgang bei 42,6 % (nach 61,6 % im Jahr 2016), in der Hauptstadt Teheran bei 25,4 %. Die Ultrakonservativen und schiitischen Extremisten gewannen rund drei Viertel der Parlamentssitze.

## Beschwerden
In einem Tweet vom 27. Januar 2020 verlautbarte Mahmud Sadeghi, ehemaliger Abgeordneter im Parlament des Iran und Kandidat für die Wahlen 2020, dass Zwischenhändler von ihm umgerechnet 300.000 US-Dollar gebeten hätten, damit er die Kandidatenprüfung durch den mächtigen Wächterrat bestehen kann.
Am 2. Februar 2020 zitierte die iranische Nachrichtenagentur ILNA Ali Haschemi, den ehemaligen Chef der iranischen Drogenkontrollbehörde, dass Korruption grassiere. Er erklärte, Untersuchungen eines reichen Drogenschmugglers hätten ergeben, dass er einen Großteil seines schmutzigen Geldes für die iranischen Parlamentswahlen ausgegeben habe. In einigen kleinen Städten, so Haschemi, können Parlamentssitze für etwa 300.000 US-Dollar gekauft werden.

## Boykott
Zahlreiche iranische Oppositionelle und Dissidenten forderten ihre Mitbürger auf, bei den Wahlen, die sie als „Betrug“ bezeichnen, nicht zu wählen. Mehrere forderten die Bürger auf, stattdessen daran zu arbeiten, das Regime zu stürzen. Narges Mohammadi, eine bekannte Menschenrechtsaktivistin, rief aus dem Evin-Gefängnis heraus zum Wahlboykott auf.
Eine Umfrage des iranischen Studentenwahlbüros (ISPA) ergab, dass über 44 Prozent der Befragten in der gesamten Provinz Teheran sagen, dass sie nicht an Wahlen teilnehmen werden. Nur noch 21 Prozent würden noch an der Wahl teilnehmen wollen.